# Ремифентанил
Ремифентанил — мощный синтетический опиоидный анальгетик короткого действия. Применение в общей анестезии позволяет использовать низкие дозы седативных средств за счет синергизма действия анальгетика и наркозных препаратов. В психиатрии используется в сочетании с пропофолом для обезболивания пациентов, проходящих электросудорожную терапию.
Ремифентанил в 100—200 раз превосходит по мощности морфин.
При анестезии гидрохлорид ремифентанила вводят взрослым в виде внутривенной инфузии в дозах от 0,1 микрограмма на килограмм за минуту до 0,5 мкг/кг/мин. Детям могут потребоваться более высокие скорости инфузии (до 1,0 мкг/кг/мин). Клинически эффективной скоростью инфузии является 0.025-0.1 мкг/кг/мин для премедикации (доза выбирается с поправкой на возраст пациента, тяжесть заболевания и травматичность хирургического вмешательства). Небольшие количества других седативных препаратов, как правило, совместимы с управляемым вводом ремифентанила. Клинически требуемая скорость инфузии в общей анестезии варьируется, но обычно составляет 0,1-1 мкг/кг/мин.